# مداخله حزب‌الله در جنگ داخلی سوریه
مداخله حزب‌الله در جنگ داخلی سوریه، از آغاز مرحله شورش مسلحانه جنگ داخلی سوریه در سال ۲۰۱۱، قابل‌توجه بود. پشتیبانی حزب‌الله لبنان از سال ۲۰۱۲ به بعد، به حمایت فعال از نیروهای مسلح عربی سوریه و تا سال ۲۰۱۴، به استقرار نیرو در سراسر سوریه تبدیل شد. حزب‌الله همچنین در جلوگیری از نفوذ جبهه النصره و داعش به لبنان بسیار فعال بود و یکی از فعال‌ترین نیروها در طول گسترش جنگ داخلی سوریه به لبنان به‌شمار می‌رفت.
حزب‌الله نیز به عنوان بازوی راهبردی جمهوری اسلامی ایران در منطقه خدمت می‌کند و نقشی کلیدی در جنگ نیابتی ایران و اسرائیل و درگیری نیابتی ایران و عربستان سعودی ایفا کرده است. در چند نوبت، کاروان‌های تسلیحاتی حزب‌الله در سوریه و مناطق مرزی سوریه و لبنان، احتمالاً توسط ارتش اسرائیل مورد حمله قرار گرفتند. کاروان‌های حزب‌الله و اردوگاه‌های شبه‌نظامیان متحد آن نیز مورد حمله گروه‌های مختلف اپوزیسیون سوریه قرار می‌گرفتند.
وجهه حزب‌الله در جهان عرب، به ویژه در سوریه و لبنان، به دلیل فعالیت‌های فرقه‌ای آن در طول جنگ داخلی سوریه، بسیار مخدوش شده است. رهبران و فعالان بزرگ مذهبی سنی و شیعه، حزب‌الله را محکوم کرده‌اند و بسیاری از حامیان سابق حزب‌الله، به دلیل موضع‌گیری آن در سوریه، به مخالفان سرسخت آن تبدیل شده‌اند. روحانی شیعه، صبحی طفیلی، از بنیان‌گذاران و معماران اصلی حزب‌الله در دهه ۱۹۸۰، این گروه را به دلیل کنار گذاشتن اصول بنیادی خود، به شدت محکوم کرده و آن را به خدمت به جاه‌طلبی‌های هژمونیک ایران و روسیه متهم کرده است.

## واکنش‌ها

### واکنش‌های محلی
- میشل سلیمان، رئیس‌جمهور وقت لبنان از حزب‌الله به دلیل دوری‌جستن از منطق بین‌المللی، تجاوز مرز و نقشه‌کشی برای درگیری مسلح در سوریه انتقاد کرد.[۱۴]
- سعد حریری: مداخله حزب‌الله در سوریه جرمی در حق مردم لبنان و سوریه است.[۱۵]
- صبحی طفیلی: مداخله حزب‌الله در سوریه، شروع نبرد مذهبی است و مسیر کشته‌شدگان رزمندگان حزب‌الله در این نبرد، جهنم است.[۱۶][۱۷]
- سامی الجمیل: مداخله حزب‌الله در سوریه منجر به کشاندن تکفیری‌ها به لبنان خواهد شد.[۱۸]
- سمیر جعجع: رهبر حزب‌الله با این مداخله نظامی تروریست‌ها را به لبنان کشانده است.[۱۹]

### واکنش‌های بین‌المللی
- شورای همکاری خلیج فارس: مداخله نظامی حزب‌الله مانعی بر سر راه ژنو ۲ سوریه است. این شورا نیز از بازتاب‌های بحران سوریه در لبنان ابراز نگرانی کرد.[۲۰]